# Rafael Monti
Rafael Monti (Buenos Aires, 8 de diciembre de 1999) es un futbolista argentino. Juega como delantero y su equipo actual es Vinotinto Ecuador de la Serie A de Ecuador.

## Trayectoria
Monti comenzó su carrera en Acassuso, club en el que hizo las categorías juveniles. Hizo su debut en el primer equipo el 24 de abril de 2019 bajo la dirección de Alejandro Friederich. Ese día jugó por Copa Argentina ante Colón de la Primera División, reemplazando a Esteban Pipino en el estadio Alfredo Beranger.
Las siguientes dos temporadas hizo su primera experiencia en el fútbol español, jugando para UE La Jonquera, Llagostera B y Futbol Club L'Escala.
Retornó al fútbol argentino para jugar en el ascenso con Muñiz y más tarde con el Club Atlético Fénix.
En 2024, fue a préstamo en el Vinotinto Ecuador, anteriormente conocido como Cuniburo, equipo que ascendió a la Serie A de Ecuador.
En los primeros seis partidos de la LigaPro, marcó cinco goles, siendo el artillero máximo del campeonato.

## Estadísticas

### Clubes
Actualizado al último partido disputado el 18 de agosto de 2025.
| Acassuso Argentina          | 3.ª                 | 2018-19             | 1  | 0  | 1 | 0 | — | — | 2  | 0  |
| Acassuso Argentina          | Total club          | Total club          | 1  | 0  | 1 | 0 | 0 | 0 | 2  | 0  |
| C. A. Fénix Argentina       | 3.ª                 | 2023                | 28 | 3  | — | — | — | — | 28 | 3  |
| C. A. Fénix Argentina       | 3.ª                 | 2024                | 20 | 3  | — | — | — | — | 20 | 3  |
| C. A. Fénix Argentina       | Total club          | Total club          | 48 | 6  | 0 | 0 | 0 | 0 | 48 | 6  |
| Cuniburo · Ecuador          | 2.ª                 | 2024                | 17 | 12 | 2 | 0 | — | — | 19 | 12 |
| Cuniburo · Ecuador          | Total club          | Total club          | 17 | 12 | 2 | 0 | 0 | 0 | 19 | 12 |
| Vinotinto Ecuador · Ecuador | 1.ª                 | 2025                | 24 | 13 | 0 | 0 | — | — | 24 | 13 |
| Vinotinto Ecuador · Ecuador | Total club          | Total club          | 24 | 13 | 0 | 0 | 0 | 0 | 24 | 13 |
| Total en su carrera         | Total en su carrera | Total en su carrera | 90 | 31 | 3 | 0 | 0 | 0 | 93 | 31 |
| 1.                          |                     |                     |    |    |   |   |   |   |    |    |

## Palmarés

### Campeonatos nacionales
| Título             | Club     | Año  |
| ------------------ | -------- | ---- |
| Serie B de Ecuador | Cuniburo | 2024 |